# Trigonostylopidae
De Trigonostylopidae zijn een familie van uitgestorven zoogdieren uit het Laat-Paleoceen tot Vroeg-Eoceen.

## Kenmerken
Wat de vorm van de hoektanden betreft, vertonen de Trigonostylopidae veel overeenkomsten met de Astrapotheriidae. Andere gebitselementen tonen echter aan, dat ze meer verwant waren aan de Litopterna. Ze hadden een ongebruikelijke kaakvorm en de hoektanden waren goed ontwikkeld.

## Vondsten
Vondsten werden gedaan in Zuid-Amerika, met name in Argentinië.

## Geslachten
- † Albertogaudrya Ameghino, 1901
- † Tetragonostylops Paula Couto, 1963
- † Trigonostylops Ameghino, 1897